# 2S1康乃馨
2S1康乃馨（俄語：2С1 Гвоздика，羅馬化：2S1 Gvozdika，直译：「康乃馨」）是苏联制自行火炮，于1972年推出，现仍列装于俄罗斯及多国军队。其基于MT-LBu多用途底盘制造，主武器是一门122毫米2A18榴弹炮。2S1是其在GRAU的研发代号。俄罗斯官方代号SAU-122，但俄罗斯陆军通常称之为康乃馨。2S1几乎无需预先调整即可完全两栖，涉水后即可由履带推动前进，亦可根据需求换装不同宽度的履带以便适应雪地或沼泽等恶劣地形。

## 描述

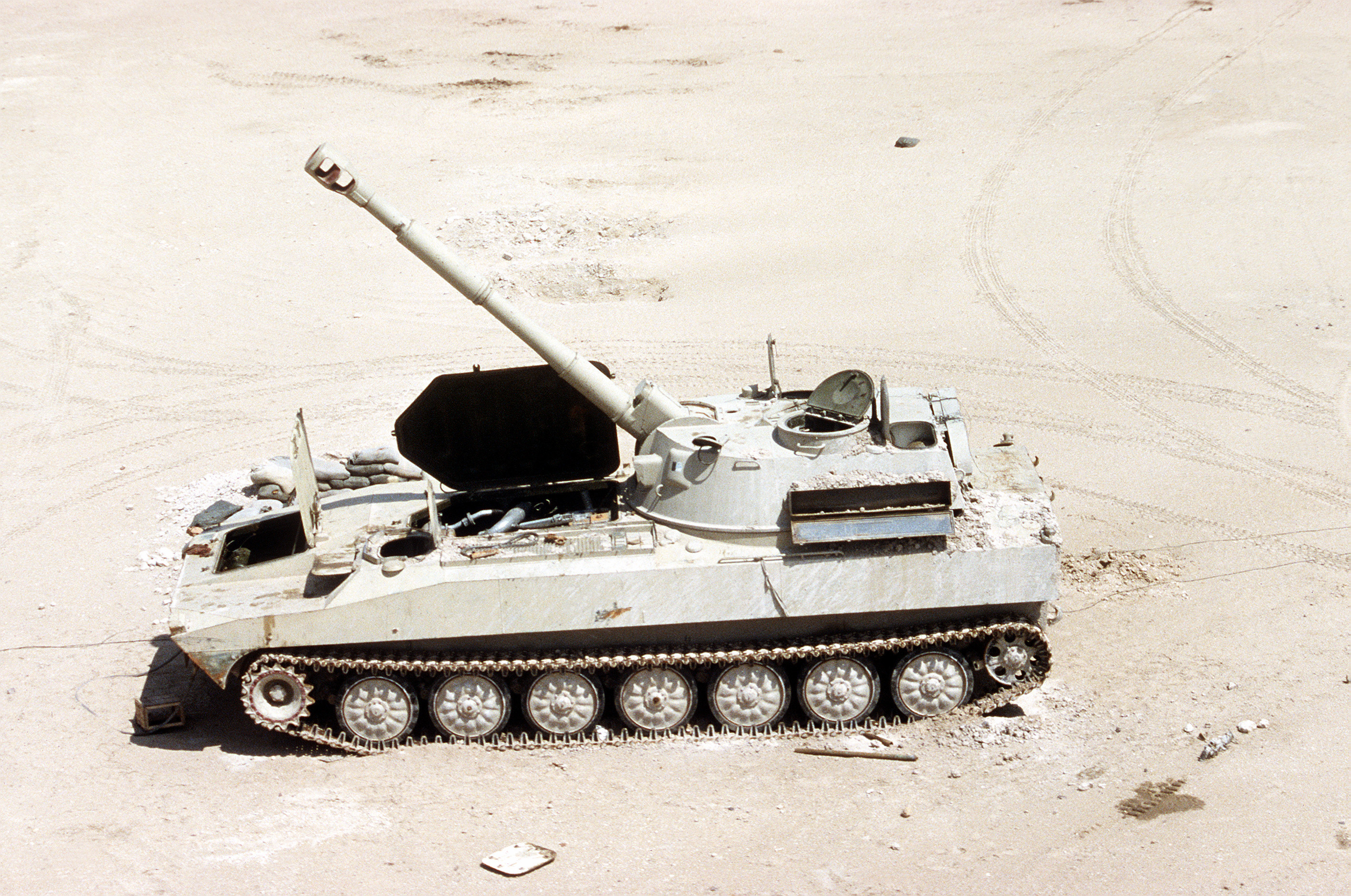
海湾战争沙漠风暴行动期间，一辆伊拉克M-1974榴弹炮被伊拉克军队遗弃在沙漠中。

研究员在乌克兰的哈尔科夫开发了2S1，战车每侧有七个负重轮，轮毂可安装不同宽度的履带以适应地形。内部分为左侧的驾驶舱、右侧的发动机舱和后方的战斗舱。在战斗舱内，车长坐在左边，装填手坐在右边，炮手坐在前面。全焊接炮塔位于战斗舱上方。2S1搭载基于牵引式D-30榴弹炮的122毫米榴弹炮。榴弹炮配备动力撞针、双挡板炮口制退器和排烟器，能够发射HE（高爆弹）、集束弹、HE/RAP（火箭助推弹）、HE穿甲弹、飞镖弹和化学弹。康乃馨还安装了CBRN防护设备并具有红外夜视功能。

## 生产历史
第一辆原型车于1958年准备就绪。2S1于1970年代初进入苏联陆军服役，并于1974年在波兰陆军阅兵式上首次公开亮相。战车被大量部署（每个坦克师72辆，每个摩托化步兵师36辆）。它被美国陆军命名为M1974。在苏联、波兰和保加利亚的国营工厂生产。

## 衍生型

### 伊朗
- 雷-1（英语：Raad-1）（雷）：基于波拉格（英语：Boragh）APC的衍生型，伊朗制。

### 缅甸
- 2S1U：2019年3月，乌克兰的大进出口公司与缅甸军方签署了一项合资协议，建设一家能够制造装甲运输车（APC）和自行榴弹炮的工厂。据说该工厂将生产的装甲运输车类型为八轮BTR-4U，而榴弹炮为基于MT-LBu多用途底盘的2S1U。[5][6]

### 波兰
2S1康乃馨以及MT-LB和欧帕尔等其他相关车辆由波兰的斯塔洛瓦沃拉冶炼厂生产，名称也是2S1康乃馨（直译：「康乃馨」）。
- 2S1M康乃馨：装备特殊两栖套件的型号，可增强车辆的涉水性能。
- 2S1T康乃馨：装备WB集团（英语：WB Group）制造的TOPAZ数字火控系统的型号。该系统由FONET-IP数字对讲系统、新型数字对讲机、军用GPS接收机、军用计算机和专用软件组成。相同的系统也用于其他波兰武装部队火炮系统，如AHS螃蟹（AHS Krab，直译：「螃蟹」）、Dana-T和WR-40龙虾（WR-40 Langusta，直译：「小龙虾」）。

### 罗马尼亚
- OAPR 89型（俄语：Model 89）（罗马尼亚自行榴弹炮 89型）：罗马尼亚的衍生型结合了2S1康乃馨的炮塔和改进的MLI-84底盘。设计于1978年左右，1987至1992年间生产。也简称为89型。[7][8]

### 乌克兰
- 凯芙拉-E：基于2S1平台的步兵战车，配备了风暴 (模块)（烏克蘭語：Штурм (модуль)）遥控武器站。除3名成员外，还可容纳6名乘客。原来的240 kW（320 hp） V8柴油发动机已更换为卡特彼勒、康明斯或道依茨生产的310 kW（420 hp）柴油发动机，最高公路速度提高到70公里/时。战车可水陆两用，配有空调、火灾探测和灭火系统、CBRN防护（英语：CBRN defense）系统、导航系统和夜视设备。此型号于2018年4月首次推出。[9][10]战车的原型车一直在参加俄罗斯入侵乌克兰的战争。[11][12]

### 俄罗斯
- 2S34玉簪（波兰语：2S34 Chosta）：2S1的现代化型号，122毫米2A31（烏克蘭語：2A31）炮替换为120毫米2A80-1迫击炮。进一步的改进包括新的Malakhit火控系统、战场观察系统和发射捕鲸-2M（英语：Kitolov-2M）制导弹药的能力。驻扎在托茨科耶（英语：Totskoye）的第21近卫机动步枪旅（英语：21st Separate Guards Motor Rifle Brigade）目前正在装备该系统。

### 前苏联
- UR-77陨石：排雷车，带有用于排雷线形装药的发射器。

## 使用方

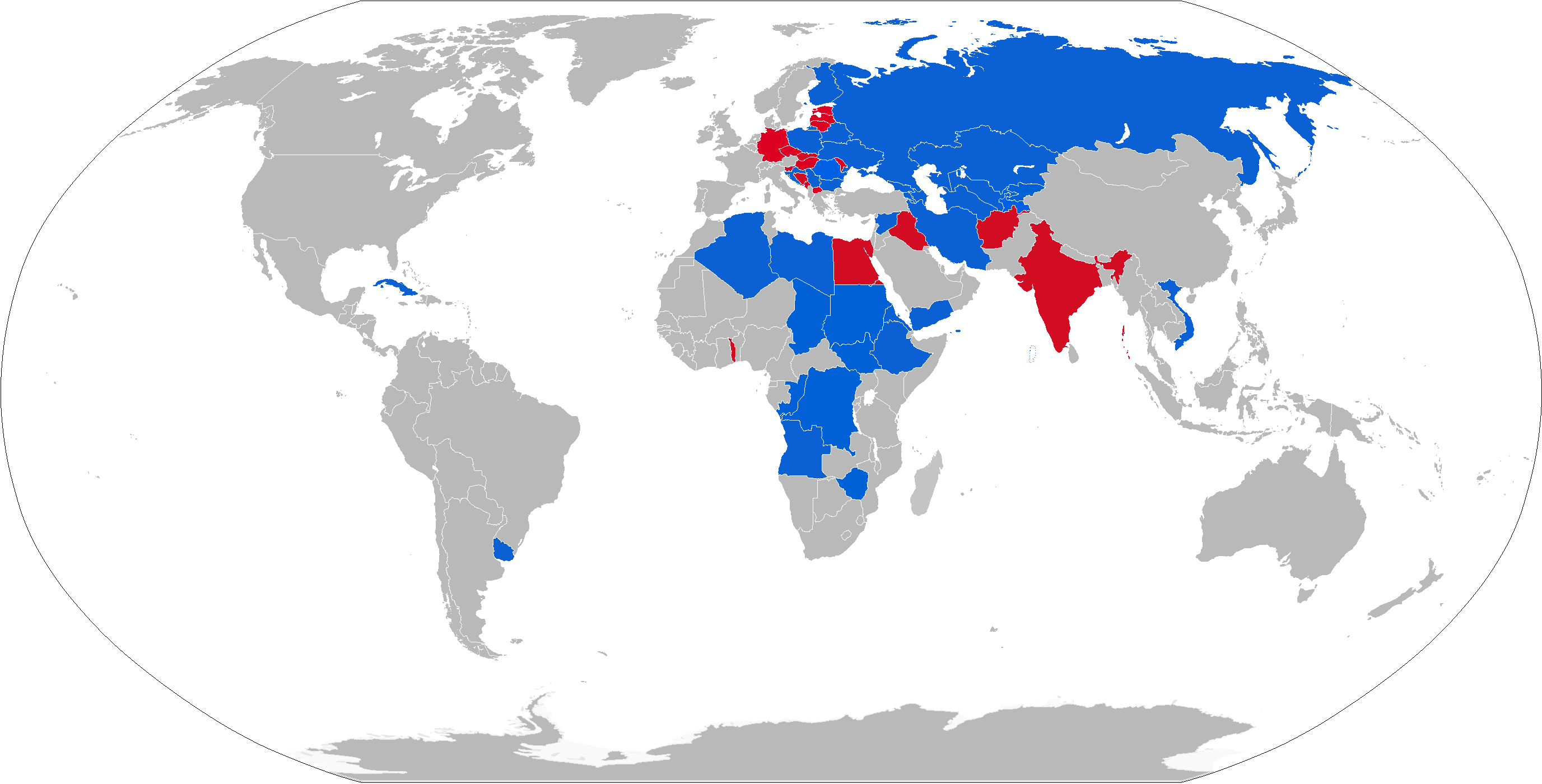
2S1的使用国地图
当前
曾经

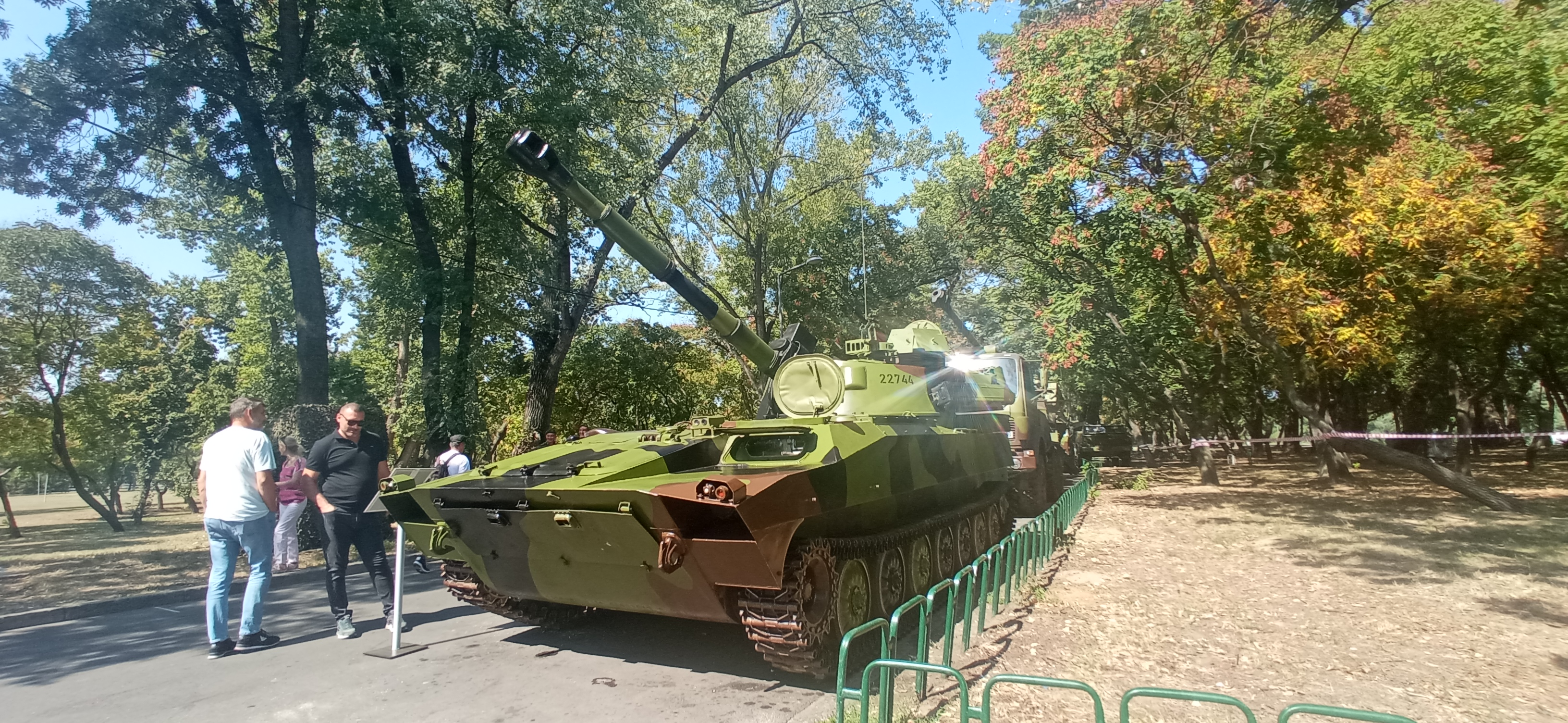
塞尔维亚陆军的2S1康乃馨

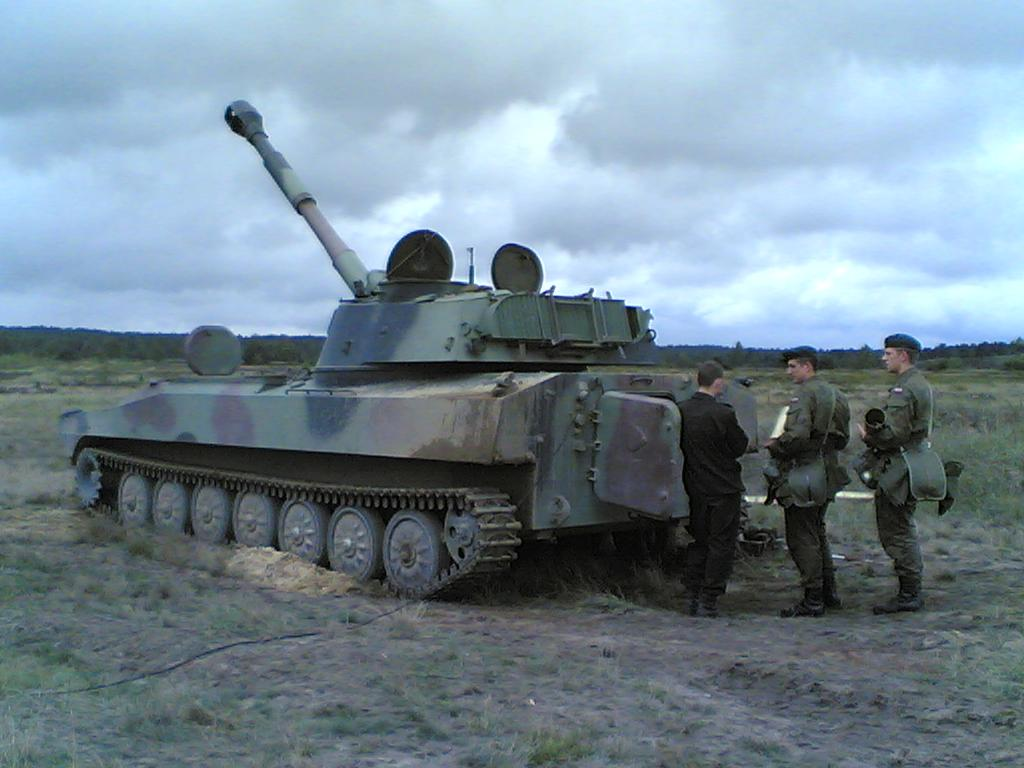
波兰陆军的2S1康乃馨在炮兵靶场

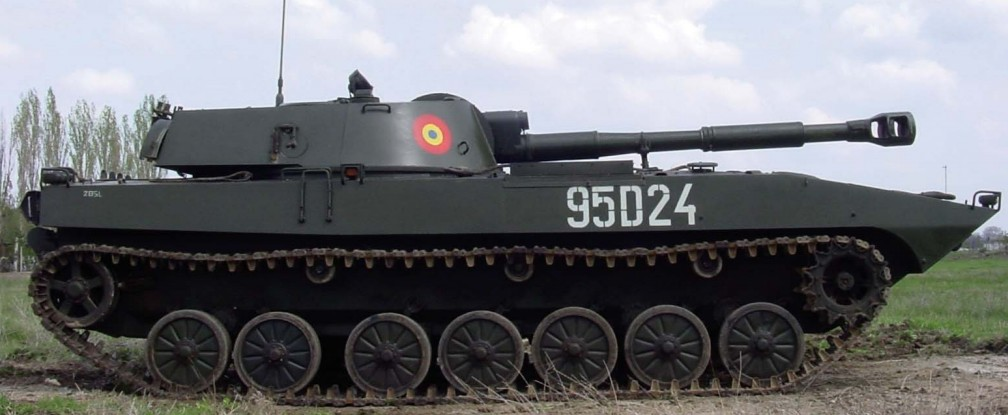
罗马尼亚的89型，2S1的炮塔安装在MLI-84的底盘上

### 当前使用方

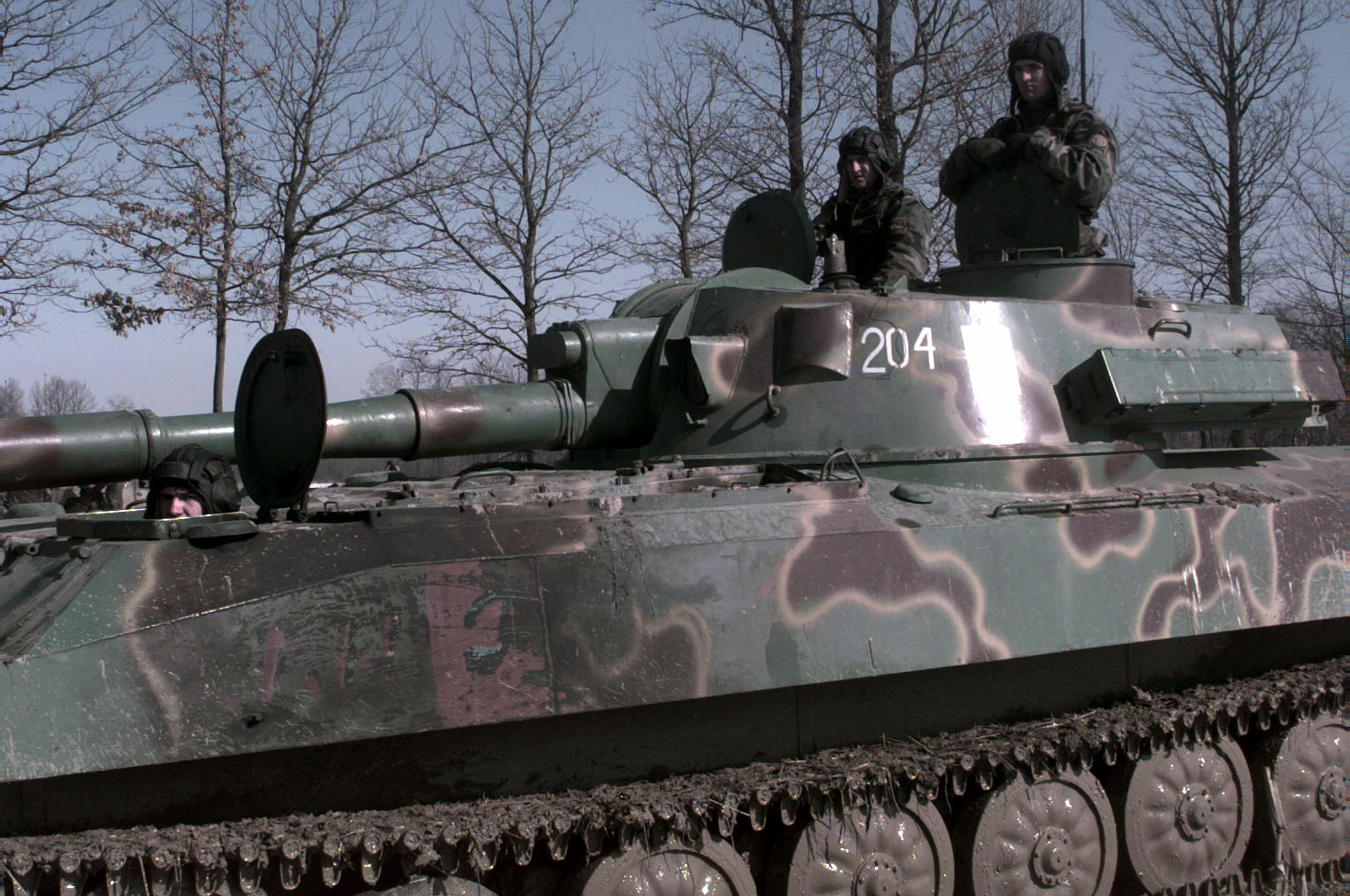
克罗地亚的2S1，1996年

- 阿尔及利亚：140辆，截至2024年[13]
- 安哥拉：9辆以上，截至2024年[14]
- 亞美尼亞：9辆，截至2024年[15]
- ：68辆，截至2024年[16]
- 白俄羅斯：125辆，截至2024年[17]
- 保加利亚：48辆，截至2024年[18]
- ：10辆，截至2024年[19]
- 刚果共和国：3辆，截至2024年[20]
- 刚果民主共和国：6辆，截至2024年[21]
- 古巴[22]
- ：8辆，截至2024年[23]
- ：32辆，截至2024年[24]
- 衣索比亞[25]
- 芬兰：36辆，截至2023年底[26]
- ：20辆，截至2024年[27]
- 真主党：使用于叙利亚[28]
- 伊朗：60辆以上2S1和雷-1（英语：Raad-1），截至2024年[29]
- ：60辆，截至2024年[30]
- 伊拉克库尔德斯坦：由佩什梅格使用，数量未知[31]
- ：18辆，截至2024年[32]
- 利比亞：由利比亚国民军使用[33]
- 波蘭：206辆，截至2024年[34]
- 羅馬尼亞：6辆2S1，34辆89型，截至2024年[35]
- 塞爾維亞：67辆，截至2024年[36]
- 苏丹[37]
- 南蘇丹[38]
- 叙利亚[39]
- ：3辆，截至2024年[40]
- ：40辆，截至2024年[41]
- 乌克兰：125辆以上由陆军、海军步兵和空降突击军使用，截至2024年[42]
- 乌拉圭：6辆，截至2024年[43]
- ：18辆，截至2024年[44]
- 越南[45]
- 葉門[46]
- 辛巴威：12辆，截至2024年[47]
- 俄羅斯：130辆由地面部队使用，85辆由海军步兵使用，还有第1军团、第2军团和边防部队使用的数量未知。截至2024年，估计有约1800辆[48]

### 前使用方
- ：3辆，截至2004年[49]
- 捷克：91辆，截至1999年[50]
- 捷克斯洛伐克：230辆，截至1989年[51]，传给了继承国
- 東德：300辆，截至1989年[52]，1990年德国统一后逐步淘汰
- 匈牙利[53]
- 伊拉克：2003年入侵伊拉克之前的数量未知[54]
- 伊斯蘭國[55]
- 黎巴嫩：130辆，截至2004年[56]
- 塞族共和國：24辆，截至2004年[49]
- 斯洛伐克[57]
- 斯洛維尼亞：8辆，截至1999年[58]
- 南斯拉夫：由继承国获得[59]
- 苏联：3200辆由地面部队使用，90辆由海军步兵使用，截至1989[60]，由继承国获得

## 书籍
- 国际战略研究所. . 伦敦: Brassey's（英语：Brassey's）. 1989. ISBN 9780080375694.
- 国际战略研究所. . 牛津大学出版社. 1999  [2024-04-28]. ISBN 9780199224258. （原始内容存档于2023-08-08） （英语）.
- 国际战略研究所. Langton, Christopher , 编. . 牛津大学出版社. 2004  [2024-04-28]. ISBN 9780198566229. （原始内容存档于2023-12-23） （英语）.
- 国际战略研究所. . 泰勒-弗朗西斯. 2024  [2024-04-28]. ISBN 9781040051153. （原始内容存档于2024-03-17） （英语）.
- Trewhitt, Philip. . 纽约: Amber Books. 1999: 124. ISBN 9780760712603.

## 脚注
1. 1 2  . 国家军事技术博物馆.   [2012-04-22]. （原始内容存档于2012-06-02） （俄语）.
2. ↑  Marat Kenzhetaev. . armscontrol.ru. MIPT Center for Arms Control，能源与环境科学. 1998  [2010-05-03]. （原始内容存档于2010-01-10）.
3. ↑  Белоусов Ю. . 红星报. 2011-03-02  [2013-06-25]. （原始内容存档于2013-09-05） （俄语）.
4. ↑  Карпенко А. В.  (PDF). 圣彼得堡: Бастион: 64. 2009. （原始内容 (PDF)存档于2016-03-04）.
5. ↑  . 2019-03-09  [2024-04-28]. （原始内容存档于2024-05-16）.
6. ↑  . www.armyrecognition.com.   [2024-04-28]. （原始内容存档于2020-07-25）.
7. ↑   (PDF): 164.   [2024-04-28]. （原始内容存档 (PDF)于2024-04-11）.
8. ↑  . 2018-06-23  [2024-04-28]. （原始内容存档于2024-01-10）.
9. ↑  Скрипнік Олег. . 2015-10-15  [2024-04-28]. （原始内容存档于2024-01-19） （乌克兰语）.
10. ↑  Foss, Christopher F. . IHS Jane's 360. 伦敦. 2018-04-29  [2018-05-05]. （原始内容存档于2018-05-01）.
11. ↑  Axe, David. . 福布斯. 2023-03-28  [2023-03-29]. （原始内容存档于2023-06-02）.
12. ↑  Naked Science. . 2022-03-01  [2024-04-28]. （原始内容存档于2024-04-28） （中文）.
13. ↑  IISS 2024，第343頁.
14. ↑  IISS 2024，第471頁.
15. ↑  IISS 2024，第178頁.
16. ↑  IISS 2024，第180頁.
17. ↑  IISS 2024，第183頁.
18. ↑  IISS 2024，第77頁.
19. ↑  IISS 2024，第481頁.
20. ↑  IISS 2024，第482頁.
21. ↑  IISS 2024，第486頁.
22. ↑  IISS 2024，第428頁.
23. ↑  IISS 2024，第79頁.
24. ↑  IISS 2024，第490頁.
25. ↑  IISS 2024，第491頁.
26. ↑  火力就是正義（資訊頻道）, , 2024-09-02  [2024-09-07]
27. ↑  IISS 2024，第185頁.
28. ↑  IISS 2024，第369頁.
29. ↑  IISS 2024，第353頁.
30. ↑  IISS 2024，第186頁.
31. ↑  国际战略研究所.  116. 劳特利奇. 2016-02: 491. ISBN 9781857438352.
32. ↑  IISS 2024，第188頁.
33. ↑  IISS 2024，第371頁.
34. ↑  IISS 2024，第125頁.
35. ↑  IISS 2024，第131頁.
36. ↑  IISS 2024，第133頁.
37. ↑  IISS 2024，第521頁.
38. ↑  IISS 2024，第520頁.
39. ↑  IISS 2024，第386頁.
40. ↑  IISS 2024，第207頁.
41. ↑  IISS 2024，第209頁.
42. ↑  IISS 2024，第212−214頁.
43. ↑  IISS 2024，第452頁.
44. ↑  IISS 2024，第215頁.
45. ↑  IISS 2024，第324頁.
46. ↑  IISS 2024，第394頁.
47. ↑  IISS 2024，第529頁.
48. ↑  IISS 2024，第193,198,201,205頁.
49. 1 2  IISS 2004，第84頁.
50. ↑  IISS 1999，第51頁.
51. ↑  IISS 1989，第46頁.
52. ↑  IISS 1989，第47頁.
53. ↑  IISS 2004，第55頁.
54. ↑  Anthony Cordesman. [1.pdf ] (PDF) (报告). 战略与国际研究中心: 6. 2003-02-07  [2015-07-16]. （原始内容 (PDF)存档于2010-02-09）.
55. ↑  Mitzer, Stijn; Oliemans, Joost. . Oryx.   [2024-04-28]. （原始内容存档于2022-07-05）.
56. ↑  IISS 2004，第130頁.
57. ↑  IISS 2004，第68頁.
58. ↑  IISS 1999，第97頁.
59. ↑  Kočevar, Iztok.  [The Yugoslav armored arm during the Cold War]. Batailles et Blindés. No. 62 (Caraktère). 2014-08: 66–79. ISSN 1765-0828. OCLC 225319133 （法语）.
60. ↑  IISS 1989，第34,37頁.